# فرنسيس أسبيري بيكر
فرنسيس أسبيري بيكر (بالإنجليزية: Francis Asbury Baker)‏ هو كاهن أنجليكاني أمريكي، ولد في 30 مارس 1820 في بالتيمور في الولايات المتحدة، وتوفي في 4 أبريل 1865 في نيويورك في الولايات المتحدة.